# Tenis de mesa en los Juegos Europeos de Minsk 2019
El torneo de tenis de mesa en los II Juegos Europeos se realizó en el Centro Olímpico de Tenis de Minsk (Bielorrusia) del 22 al 29 de junio de 2019.
En total fueron disputadas en este deporte cinco pruebas diferentes, dos masculinas, dos femeninas y una mixta.

## Medallistas

### Masculino
| Evento                   | Oro                                                           | Plata                                                    | Bronce                                                     |
| ------------------------ | ------------------------------------------------------------- | -------------------------------------------------------- | ---------------------------------------------------------- |
| Individual (26 de junio) | Timo Boll · Alemania                                          | Jonathan Groth · Dinamarca                               | Tomislav Pucar · Croacia                                   |
| Equipos (29 de junio)    | Timo Boll · Patrick Franziska · Dimitrij Ovtcharov · Alemania | Mattias Falck · Kristian Karlsson · Jon Persson · Suecia | Tiago Apolónia · Marcos Freitas · João Monteiro · Portugal |

### Femenino
| Evento                   | Oro                                                                 | Plata                                                          | Bronce                                              |
| ------------------------ | ------------------------------------------------------------------- | -------------------------------------------------------------- | --------------------------------------------------- |
| Individual (26 de junio) | Fu Yu · Portugal                                                    | Han Ying · Alemania                                            | Ni Xialian · Luxemburgo                             |
| Equipos (29 de junio)    | Han Ying · Nina Mittelham · Shan Xiaona · Petrissa Solja · Alemania | Daniela Dorean · Elizabeta Samara · Bernadette Szőcs · Rumania | Natalia Bajor · Li Qian · Natalia Partyka · Polonia |

### Mixto
| Evento              | Oro                                           | Plata                                       | Bronce                                  |
| ------------------- | --------------------------------------------- | ------------------------------------------- | --------------------------------------- |
| Doble (25 de junio) | Patrick Franziska · Petrissa Solja · Alemania | Ovidiu Ionescu · Bernadette Szőcs · Rumania | Tristan Flore · Laura Gasnier · Francia |

## Medallero
| Núm. | País       | Oro | Plata | Bronce | Total |
| ---- | ---------- | --- | ----- | ------ | ----- |
| 1    | Alemania   | 4   | 1     | 0      | 5     |
| 2    | Portugal   | 1   | 0     | 1      | 2     |
| 3    | Rumania    | 0   | 2     | 0      | 2     |
| 4    | Dinamarca  | 0   | 1     | 0      | 1     |
| 4    | Suecia     | 0   | 1     | 0      | 1     |
| 6    | Croacia    | 0   | 0     | 1      | 1     |
| 6    | Francia    | 0   | 0     | 1      | 1     |
| 6    | Luxemburgo | 0   | 0     | 1      | 1     |
| 6    | Polonia    | 0   | 0     | 1      | 1     |
|      | TOTAL      | 5   | 5     | 5      | 15    |